# Liste der Stolpersteine in Hamm
Die Liste der Stolpersteine in Hamm enthält Stolpersteine, die im Rahmen des gleichnamigen Kunst-Projekts von Gunter Demnig in Hamm verlegt wurden. Mit ihnen soll an die Opfer des Nationalsozialismus erinnert werden, die in Hamm lebten und wirkten. Ende 2021 waren in Hamm mehr als 100 Stolpersteine an 36 Orten verlegt.

## Liste der Stolpersteine
| Name                     | Adresse                          | Bild                                                 | Inschrift | Verlegedatum  | Anmerkung |
| ------------------------ | -------------------------------- | ---------------------------------------------------- | --- | ------------- | --- |
| Josef Falk               | Am Stadtbad 19 (Lage)            |                                                      | Hier arbeitete Josef Falk Jg. 1862 Kaffeerösterei Falk arisiert 1937 deportiert 1942 Theresienstadt 1942 Treblinka ermordet                                                              |               | |
| Herta Berthold           | An der Johanneskirche 24 (Lage)  | der Stolperstein für Herta Berthold geb. Lämmerhirdt | Herta Berthold geb. Lämmerhirdt Jg. 1904 im christlichen Widerstand von Gestapo überwacht Minden 1941 befreit/überlebt                                                                   | 16. Dez. 2013 | |
| Martin Berthold          | An der Johanneskirche 24 (Lage)  | der Stolperstein für Pfarrer Martin Berthold         | Pfarrer Martin Berthold Jg. 1902 im christlichen Widerstand von Gestapo überwacht regelmässig verhört versetzt 1941 befreit/überlebt                                                     | 16. Dez. 2013 | |
| Ida Goldstein            | Bahnhofstraße 20 (Lage)          | der Stolperstein für Ida Goldstein geb. Cohen        | Hier wohnte Ida Goldstein geb. Cohen Jg. 1877 Flucht 1935 Palästina | 30. Jan. 2015 | |
| Kurt J. Goldstein        | Bahnhofstraße 20 (Lage)          | der Stolperstein für Kurt J. Goldstein               | Hier wohnte Kurt J. Goldstein Jg. 1914 im Widerstand/KPD Flucht 1933 Luxamburg 1936 Spanien Internationale Brigaden Interniert Drancy 1942 Auschwitz Todesmarsch Buchenwald befreit      | 30. Jan. 2015 | |
| Ottilie Goldstein        | Bahnhofstraße 20 (Lage)          | der Stolperstein für Ottilie Goldstein               | Hier wohnte Ottilie Goldstein Jg. 1909 Flucht 1935 Palästina | 30. Jan. 2015 | |
| Günther Goldstein        | Bahnhofstraße 20 (Lage)          | der Stolperstein für Günther Goldstein               | Hier wohnte Günther Goldstein Jg. 1910 verhaftet 1933 Brauweiler Börgermoor entlassen 1934 Flucht 1935 Palästina                                                                         | 30. Jan. 2015 | |
| Irmgard Goldstein        | Bahnhofstraße 20 (Lage)          | der Stolperstein für Irmgard Goldstein               | Hier wohnte Irmgard Goldstein Jg. 1913 unfreiwillig verzogen 1934 Trier Flucht 1937 Palästina                                                                                            | 30. Jan. 2015 | |
| Isak Julius Jordan       | Bahnhofstraße 25 (Lage)          | der Stolperstein für Isak Julius Jordan              | Hier wohnte Isak Julius Jordan Jg. 1865 deportiert 1942 Theresienstadt ermordet 30.8.1942                                                                                                | 5. Mai 2011   | |
| Elisabeth Jordan         | Bahnhofstraße 25 (Lage)          | der Stolperstein für Elisabeth Jordan                | Hier wohnte Elisabeth Jordan Jg. 1899 deportiert 29.7.1942 ? | 5. Mai 2011   | |
| Adele Lea Ottilie Jordan | Bahnhofstraße 25 (Lage)          | der Stolperstein für Adele Lea Ottilie Jordan        | Hier wohnte Adele Lea Ottilie Jordan geb. Löhnberg Jg. 1875 deportiert 1942 Theresienstadt ermordet in Treblinka                                                                         | 5. Mai 2011   | |
| Max Mündheim             | Bahnhofstraße 30a (Lage)         |                                                      | Hier wohnte Dr. Max Mündheim Jg. 1869 gedemütigt/entrechtet tot 6.9.1940 | 30. Jan. 2016 | |
| Elisabeth Mündheim       | Bahnhofstraße 30a (Lage)         |                                                      | Hier wohnte Elisabeth Mündheim Jg. 1908 deportiert 1942 Zamosc ermordet | 30. Jan. 2016 | |
| Anna Mündheim            | Bahnhofstraße 30a (Lage)         |                                                      | Hier wohnte Anna Mündheim geb. Rosenthal Jg. 1886 deportiert 1942 Zamosc ermordet | 30. Jan. 2016 | |
| Paula Rollmann           | Bismarckstraße 16 (Lage)         |                                                      | Hier wohnte Paula Rollmann geb. Auerbach Jg. 1874 deportiert 1942 Theresienstadt ermordet 31.3.1943                                                                                      |               | |
| Arthur Rollmann          | Bismarckstraße 16 (Lage)         |                                                      | Hier wohnte Arthur Rollmann Jg. 1901 gedemütigt/entrechtet tot 27.6.1937 |               | |
| Marianne Rollmann        | Bismarckstraße 16 (Lage)         |                                                      | Hier wohnte Marianne Rollmann Jg. 1915 Flucht Palästina |               | |
| Hugo Lindemeyer          | Brückenstraße 13 (Lage)          |                                                      | Hier wohnte Hugo Lindemeyer Jg. 1884 deportiert 1943 Auschwitz ermordet | 9. Dez. 2008  | |
| Else Lindemeyer          | Brückenstraße 13 (Lage)          |                                                      | Hier wohnte Else Lindemeyer Jg. 1886 deportiert 1943 Auschwitz ermordet | 9. Dez. 2008  | |
| Wilhelm Hokamp           | Caldenhofer Weg 155 (Lage)       |                                                      | Hier wohnte Wilhelm Hokamp Jg. 1885 Mitglied/SPD verhaftet Aug. 1944 'Aktion Gitter' Sachsenhausen ermordet                                                                              |               | |
| Julius Günther           | Feidikstraße 40a (Lage)          |                                                      | Hier wohnte Julius Günther Jg. 1882 verhaftet 2.6.1937 Gefängnis Herford Flucht in den Tod 6.6.1937                                                                                      |               | |
| Lina Günther             | Feidikstraße 40a (Lage)          |                                                      | Hier wohnte Lina Günther geb. Löwendorf Jg. 1879 Flucht 1938 USA |               | |
| Heinz Wilhelm Günther    | Feidikstraße 40a (Lage)          |                                                      | Hier wohnte Heinz Wilhelm Günther Jg. 1915 Flucht 1938 USA |               | |
| Else Günther             | Feidikstraße 40a (Lage)          |                                                      | Hier wohnte Else Günther Jg. 1916 Flucht 1939 USA |               | |
| Ilse Isabella Blumenthal | Ferdinand-Poggel-Straße 2 (Lage) | der Stolperstein für Ilse Isabella Blumenthal        | Hier wohnte Ilse Isabella Blumenthal Jg. 1900 deportiert 1942 Zamosc ermordet | 6. März 2018  | |
| Fritz Blumenthal         | Ferdinand-Poggel-Straße 2 (Lage) | der Stolperstein für Fritz Blumenthal                | Hier wohnte Fritz Blumenthal Jg. 1896 Viehhandel arisiert 1937 Flucht 1937 Argentinien                                                                                                   | 6. März 2018  | |
| Ruth Blumenthal          | Ferdinand-Poggel-Straße 2 (Lage) | der Stolperstein für Ruth Blumenthal geb. Czarlinski | Hier wohnte Ruth Blumenthal geb. Czarlinski Jg. 1903 Flucht 1937 Argentinien |               | |
| Siegmund Gobas           | Friedrich-Ebert-Straße 22 (Lage) |                                                      | Hier wohnte Siegmund Gobas Jg. 1885 Flucht 1933 Holland interniert Westerbork deportiert 1942 Auschwitz ermordet 7.9.1942                                                                | 5. Nov. 2021  | Siegmund Gobas wurde am 12. November 1885 in Lüdenscheid geboren. Soweit feststellbar, war er sein Leben lang Niederländer. 1909 heiratete er Agathe Friedlich in London. Das jüdische Ehepaar hatte drei Kinder: Edith, Paul und Rolf. Spätestens seit 1925 lebte Siegmund Gobas mit seiner Familie als Kaufmann in der Gemeinde Hövel, die Edith Noach-Gobas 1931 nach ihrer Heirat verließ. Am 27. April 1933 flohen die Eltern und die Söhne in die Niederlande. Dort fielen sie nach dem deutschen Überfall den Nazis erneut in die Hände. Im September 1942 wurde das Ehepaar mit Rolf Gobas über das KZ-Durchgangslager Westerbork in das Vernichtungslager Auschwitz deportiert. |
| Agatha Gobas             | Friedrich-Ebert-Straße 22 (Lage) |                                                      | Hier wohnte Agatha Gobas geb. Friedlich Jg. 1885 Flucht 1933 Holland interniert Westerbork deportiert 1942 Auschwitz ermordet 7.9.1942                                                   | 5. Nov. 2021  | Agatha Gobas, geboren am 15. Januar 1884 in Bünde/Westf., trug seit ihrer Hochzeit mit Siegmund Gobas in London den Namen Agathe Gobas-Friedlich. Seit 1933 erlitt sie das gleiche Schicksal wie ihr Mann. |
| Paul Gobas               | Friedrich-Ebert-Straße 22 (Lage) |                                                      | Hier wohnte Paul Gobas Jg. 1912 Flucht 1933 Holland interniert Westerbork deportiert 1943 Auschwitz ermordet 31.3.1944                                                                   | 5. Nov. 2021  | Paul Gobas wurde am 24. Juli 1912 in Neheim (heute ein Ortsteil von Arnsberg) geboren. Mit Eltern und Bruder floh er am 27. April 1933 aus Hövel in die Niederlande. Dort war er als Konditor tätig. Am 31. August 1943 wurde er über das KZ Westerbork nach Auschwitz deportiert und am 31. März 1944 ermordet. Sein Name steht auch auf einer Erinnerungstafel an die ermordeten Mitglieder der Synagogengemeinde Neheim. |
| Rolf Gobas               | Friedrich-Ebert-Straße 22 (Lage) |                                                      | Hier wohnte Rolf Gobas Jg. 1919 Flucht 1933 Holland interniert Westerbork deportiert 1942 Auschwitz ermordet 13.10.1942                                                                  | 5. Nov. 2021  | |
| Leo Radtke               | Fritz-Reuter-Straße 13 (Lage)    | der Stolperstein für Leo Radtke                      | Hier wohnte Leo Radtke Jg. 1897 im Widerstand seit 1933 mehrfach verhaftet/inhaftiert entlassen 11.5.1941 'Aktion Gitter' Aug. 1944 Sachsenhausen befreit                                |               | |
| Josef Grünewald          | Gottfried-Bürger-Straße 1 (Lage) |                                                      | Hier wohnte Josef Grünewald Jg. 1874 deportiert 1942 Theresienstadt ermordet in Treblinka                                                                                                | 8. Mai 2012   | |
| Rosalie Grünewald        | Gottfried-Bürger-Straße 1 (Lage) |                                                      | Hier wohnte Rosalie Grünewald geb. Spiro Jg. 1879 deportiert 1942 Theresienstadt ermordet in Treblinka                                                                                   | 8. Mai 2012   | |
| Karl Grünewald           | Gottfried-Bürger-Straße 1 (Lage) |                                                      | Hier wohnte Karl Grünewald Jg. 1909 deportiert 1942 Zamosc ermordet | 8. Mai 2012   | |
| Willy Rosenberg          | Große Werlstraße 6 (Lage)        | der Stolperstein für Willy Rosenberg                 | Hier wohnte Willy Rosenberg Jg. 1896 gedemütigt/entrechtet Flucht in den Tod 1.10.1935                                                                                                   | 9. Dez. 2008  | |
| Alfred Rosenberg         | Große Werlstraße 6 (Lage)        | der Stolperstein für Alfred Rosenberg                | Hier wohnte Alfred Rosenberg Jg. 1926 deportiert 1943 Sobibor ermordet | 9. Dez. 2008  | |
| Frieda Rosenberg         | Große Werlstraße 6 (Lage)        | der Stolperstein für Frieda Rosenberg                | Hier wohnte Frieda Rosenberg geb. Moses Jg. 1899 deportiert 1942 Zamosc ermordet | 9. Dez. 2008  | |
| Else Grünewald           | Grünstraße 6 (Lage)              |                                                      | Hier wohnte Else Grünewald geb. Windmüller Jg. 1894 deportiert 1942 Zamosc ermordet | 8. Mai 2012   | |
| Hugo Grünewald           | Grünstraße 6 (Lage)              |                                                      | Hier wohnte Hugo Grünewald Jg. 1885 deportiert 1942 Zamosc ermordet | 8. Mai 2012   | der Stolperstein für Hugo Grünewald wurde in der Gruppe kopfstehend eingebaut |
| Alfred Bender            | Grünstraße 6 (Lage)              |                                                      | Hier wohnte Alfred Bender Jg. 1907 verhaftet 15.11.1938 Dachau deportiert 1942 Zamosc ermordet                                                                                           | 8. Mai 2012   | |
| Alice Bender             | Grünstraße 6 (Lage)              |                                                      | Hier wohnte Alice Bender geb. Grünewald Jg. 1920 deportiert 1942 Zamosc ermordet | 8. Mai 2012   | |
| Fritz Grünewald          | Grünstraße 6 (Lage)              |                                                      | Hier wohnte Fritz Grünewald Jg. 1922 verhaftet 5.12.1940 Sachsenhausen Ravensbrück ermordet 16.5.1942                                                                                    | 8. Mai 2012   | |
| Ruben Bender             | Grünstraße 6 (Lage)              |                                                      | Hier wohnte Ruben Bender Jg. 1939 deportiert 1942 Zamosc ermordet | 8. Mai 2012   | |
| Reha Bender              | Grünstraße 6 (Lage)              |                                                      | Hier wohnte Reha Bender Jg. 1941 deportiert 1942 Zamosc ermordet | 8. Mai 2012   | |
| Emil Schumann            | Hauptstraße 7 (Lage)             | der Stolperstein für Emil Schumann                   | Hier wirkte Pater Emil Schumann Jg. 1908 im Widerstand verhaftet 1941 Dachau überlebt | 2. Juni 2009  | Emil Schumann war nach seiner Befreiung als katholischer Priester tätig. Am 2. Juni 1981 erlitt er einen Herzinfarkt und starb. Beerdigt wurde er in Weinried/Unterallgäu. |
| Ladislaus Rune           | Hebbelstraße 9 (Lage)            | der Stolperstein für Ladislaus Rune                  | Hier wohnte Ladislaus Rune Jg. 1907 Verhaftet 1943 Hingerichtet 15.5.1944 Zuchthaus Brandenburg                                                                                          | 2. Juni 2009  | |
| Norbert Blumenthal       | Heessener Dorfstraße 35 (Lage)   | der Stolperstein für Norbert Blumenthal              | Hier wohnte Norbert Blumenthal Jg. 1867 deportiert 1942 ??? | 5. Feb. 2008  | |
| David Blumenthal         | Heessener Dorfstraße 35 (Lage)   | der Stolperstein für David Blumenthal                | Hier wohnte David Blumenthal Jg. 1869 deportiert 1942 Theresienstadt ermordet 1942 in Maly Trostinec                                                                                     | 5. Feb. 2008  | |
| Andreas Schillack        | Herringer Weg 4 (Lage)           |                                                      | Hier wohnte Andreas Schillack Jg. 1898 im Widerstand verhaftet 1943 hingerichtet 20.10.1944 Gefängnis München-Stadelheim                                                                 | 2. Juni 2009  | |
| Bertha Gerson            | Heßlerstraße 16 (Lage)           | der Stolperstein für Bertha Gerson                   | Hier wohnte Bertha Gerson geb. Meyenberg Jg. 1868 deportiert 1942 Theresienstadt ermordet 23.9.1943                                                                                      | 5. Nov. 2010  | |
| Leo Bock                 | Hohenhöveler Straße 20 (Lage)    |                                                      | Hier wohnte Leo Bock Jg. 1884 Flucht 1933 Holland interniert Westerbork deportiert 1942 Auschwitz ermordet 3.9.1942                                                                      | 5. Nov. 2021  | Leo Bock, geb. 4, Juni 1884 in Gennep (NL), war mit Agathe Bock verheiratet. Nach ihrem Tode heiratete er Mathilde Silberberg aus Wadersloh. Sie hatten ein Manufakturwarengeschäft in der Gemeinde Hövel. Nachdem es im April 1933 ausgeraubt worden war, flohen sie mit der Tochter Agathe nach Oeffelt (NL). Von dort wurden sie im August 1942 über das KZ-Durchgangslager Westerbork in das Vernichtungslager Auschwitz deportiert. |
| Mathilde Bock            | Hohenhöveler Straße 20 (Lage)    |                                                      | Hier wohnte Mathilde Bock geb. Silberberg Jg. 1885 Flucht 1933 Holland interniert Westerbork deportiert 1942 Auschwitz ermordet 3.9.1942                                                 | 5. Nov. 2021  | Mathilde Bock, geb. 29. Juni 1885 als Mathilde Silberberg in Wadersloh, war die zweite Frau von Leo Bock in Hövel und erlitt seit April 1933 das gleiche Schicksal wie er. |
| Agathe Bock              | Hohenhöveler Straße 20 (Lage)    |                                                      | Hier wohnte Agathe Bock Jg. 1920 Flucht 1933 Holland interniert Westerbork deportiert 1942 Auschwitz ermordet 23.11.1942                                                                 | 5. Nov. 2021  | Agathe Bock, geb. 14. Februar 1920 in der Gemeinde Hövel, war die Tochter von Leo und Agathe Bock, die einen Tag nach der Geburt der Tochter starb. Diese floh im April 1933 mit Leo und Mathilde Bock nach Oeffelt (NL). Dort lebte sie mit ihnen bis 1940, ehe sie als Dienstmädchen in Roermond, zeitweise in Eindhoven, tätig war. Von Roermond wurde sie im November 1942 über das KZ-Durchgangslager Westerbork in das Vernichtungslager Auschwitz deportiert. Ihr Name steht auch auf dem Mahnmal an der ehemaligen Synagoge in Roermond. |
| Heinrich Lange           | Killwinkler Straße 11 (Lage)     | der Stolperstein für Heinrich Lange                  | Hier wohnte Heinrich Lange Jg. 1893 deportiert 18.6.1943 ermordet in Buchenwald | 5. Feb. 2008  | |
| Hanni Lange              | Killwinkler Straße 11 (Lage)     | der Stolperstein für Hanni Lange                     | Hier wohnte Hanni Lange Jg. 1932 verhaftet 18.6.1943 deportiert Auschwitz ermordet 21.10.1944                                                                                            | 5. Feb. 2008  | |
| Else Lange               | Killwinkler Straße 11 (Lage)     | der Stolperstein für Else Lange                      | Hier wohnte Else Lange geb. Schragenheim Jg. 1903 verhaftet 18.6.1943 deportiert Auschwitz ermordet 21.10.1944                                                                           | 5. Feb. 2008  | |
| Wilhelm Lübke            | Königstraße 41 (Lage)            |                                                      | Hier wohnte Wilhelm Lübke Jg. 1915 deportiert 1940 Sachsenhausen ermordet 1945 | 16. Dez. 2013 | |
| Therese Bigmann          | Lilienstraße 8 (Lage)            | der Stolperstein für Therese Bigmann                 | Hier wohnte Therese Bigmann geb. Heymann Jg. 1898 deportiert 1941 Ravensbrück tot 6.5.1942                                                                                               | 2. Juni 2009  | |
| Gerda Bigmann            | Lilienstraße 8 (Lage)            | der Stolperstein für Gerda Bigmann                   | Hier wohnte Gerda Bigmann Jg. 1923 Zwangsarbeit 1942 in Berlin deportiert 1943 Auschwitz ???                                                                                             | 2. Juni 2009  | |
| Gustav Bigmann           | Lilienstraße 8 (Lage)            | der Stolperstein für Gustav Bigmann                  | Hier wohnte Gustav Bigmann Jg. 1931 deportiert 1943 Auschwitz ??? | 2. Juni 2009  | |
| Moritz Heymann           | Lilienstraße 8 (Lage)            | der Stolperstein für Moritz Heymann                  | Hier wohnte Moritz Heymann Jg. 1853 deportiert 1942 Theresienstadt 1942 Treblinka ermordet                                                                                               | 30. Jan. 2016 | |
| Johanna Tepel            | Lilienstraße 8 (Lage)            | der Stolperstein für Johanna Tepel                   | Hier wohnte Johanna Tepel geb. Heymann Jg. 1884 deportiert 1943 Auschwitz ermordet | 30. Jan. 2016 | |
| Hermann Schragenheim     | Nassauerstraße 24 (Lage)         | der Stolperstein für Hermann Schragenheim            | Hier wohnte Hermann Schragenheim Jg. 1893 deportiert 1942 Zamosc ermordet | 9. Dez. 2008  | |
| Ruth Schragenheim        | Nassauerstraße 24 (Lage)         | der Stolperstein für Ruth Schragenheim               | Hier wohnte Ruth Schragenheim Jg. 1923 deportiert 1942 Zamosc ermordet | 9. Dez. 2008  | |
| Felix Schragenheim       | Nassauerstraße 24 (Lage)         | der Stolperstein für Felix Schragenheim              | Hier wohnte Felix Schragenheim Jg. 1892 deportiert 1942 Zamosc ermordet | 9. Dez. 2008  | |
| Selma Schragenheim       | Nassauerstraße 24 (Lage)         | der Stolperstein für Selma Schragenheim              | Hier wohnte Selma Schragenheim Jg. 1922 deportiert 1942 Zamosc ermordet | 9. Dez. 2008  | |
| Adolf Schragenheim       | Nassauerstraße 24 (Lage)         | der Stolperstein für Adolf Schragenheim              | Hier wohnte Adolf Schragenheim Jg. 1897 deportiert 1942 Zamosc ermordet | 9. Dez. 2008  | |
| Jettchen Schragenheim    | Nassauerstraße 24 (Lage)         | der Stolperstein für Jettchen Schragenheim           | Hier wohnte Jettchen Schragenheim geb. Katzenstein Jg. 1895 deportiert 1942 Zamosc ermordet                                                                                              | 9. Dez. 2008  | |
| Edith Schragenheim       | Nassauerstraße 24 (Lage)         | der Stolperstein für Edith Schragenheim              | Hier wohnte Edith Schragenheim geb. Katzenstein Jg. 1927 deportiert 1942 Zamosc ermordet                                                                                                 | 9. Dez. 2008  | |
| Fanny Schragenheim       | Nassauerstraße 24 (Lage)         | der Stolperstein für Fanny Schragenheim              | Hier wohnte Fanny Schragenheim geb. Dieckhoff Jg. 1898 deportiert 1942 Zamosc ermordet                                                                                                   | 9. Dez. 2008  | |
| Ingrid Schragenheim      | Nassauerstraße 24 (Lage)         | der Stolperstein für Ingrid Schragenheim             | Hier wohnte Ingrid Schragenheim geb. Katzenstein Jg. 1927 deportiert 1942 Zamosc ermordet                                                                                                | 9. Dez. 2008  | |
| Esther Schragenheim      | Nassauerstraße 24 (Lage)         | der Stolperstein für Esther Schragenheim             | Hier wohnte Esther Schragenheim geb. Kahn Jg. 1902 deportiert 1942 Zamosc ermordet | 9. Dez. 2008  | |
| Emma Kettermann          | Nordring 9 (Lage)                | der Stolperstein für Emma Kettermann                 | Hier wohnte Emma Kettermann Jg. 1893 deportiert 1942 Zamosc ermordet | 5. Nov. 2010  | |
| Rolf Kettermann          | Nordring 9 (Lage)                | der Stolperstein für Rolf Kettermann                 | Hier wohnte Rolf Kettermann Jg. 1924 deportiert 1942 Zamosc ermordet 25.10.1942 | 5. Nov. 2010  | |
| Erich Falk               | Ostenallee 31 (Lage)             | der Stolperstein für Erich Falk                      | Hier wohnte Erich Falk Jg. 1891 Flucht 1938 USA | 5. Mai 2011   | |
| Lucie Falk               | Ostenallee 31 (Lage)             | der Stolperstein für Lucie Falk                      | Hier wohnte Lucie Falk geb. Kaiser Jg. 1895 Flucht 1938 USA | 5. Mai 2011   | |
| Karl Eugen Falk          | Ostenallee 31 (Lage)             | der Stolperstein für Karl Eugen Falk                 | Hier wohnte Karl Eugen Falk Jg. 1923 Flucht 1937 USA | 5. Mai 2011   | |
| Berthold Falk            | Ostenallee 31 (Lage)             | der Stolperstein für Berthold Falk                   | Hier wohnte Berthold Falk Jg. 1926 Flucht 1938 USA | 5. Mai 2011   | |
| Silberstein Anna         | Ostenallee 31 (Lage)             | der Stolperstein für Anna Silberstein                | Hier wohnte Anna Silberstein Jg. 1868 deportiert 1942 Theresienstadt 1942 Treblinka ermordet                                                                                             |               | |
| Bernhard Ketzlick        | Ostenallee 88 (Lage)             | der Stolperstein für Bernhard Ketzlick               | Hier wirkte Pater Bernhard Ketzlick Jg. 1907 im Widerstand verhaftet 1941 Dachau überlebt                                                                                                | 5. Nov. 2010  | |
| Heinrich Rollmann        | Ostenallee 137 (Lage)            | der Stolperstein für Heinrich Rollmann               | Hier wohnte Heinrich Rollmann Jg. 1900 Flucht 1933 Holland zurückgekehrt verhaftet 1936 Gefängnis Ahlen 1940 verhaftet/entlassen versteckt überlebt                                      |               | |
| Peter-Ullrich Rollmann   | Ostenallee 137 (Lage)            | der Stolperstein für Peter-Ulrich Rollmann           | Hier wohnte Peter-Ulrich Pollmann Jg. 1929 Flucht 1933 Holland versteckt überlebt |               | |
| Hildegard Rollmann       | Ostenallee 137 (Lage)            | der Stolperstein für Hildegard Rollmann              | Hier wohnte Hildegard Rollmann geb. Spohr Jg. 1903 Flucht 1933 Holland mit Hilfe überlebt                                                                                                |               | |
| Julius Franz Rosemann    | Ostenwall 19 (Lage)              | der Stolperstein für Julius Franz Rosemann           | Hier wohnte Julius Franz Rosemann Jg. 1878 im Widerstand/SPD 'Schutzhaft' 2.5.1933 Polizeigefängnis Hamm Flucht in den Tod 4.5.1933                                                      | 30. Jan. 2016 | |
| Regina Lübke             | Ostenwall 43b (Lage)             |                                                      | Hier wohnte Regina Lübke geb. Pohl Jg. 1905 deportiert 1943 Auschwitz-Birkenau ermordet 12.12.1943                                                                                       | 16. Dez. 2013 | |
| Wilhelm Weber            | Pankratiusplatz 2 (Lage)         | der Stolperstein für Wilhelm Weber                   | Hier wohnte Pfarrer Wilhelm Weber Jg. 1889 im Widerstand verhaftet 1943 Dachau überlebt                                                                                                  | 2. Juni 2009  | |
| Hermann Mantheim         | Ritterstraße 22 (Lage)           | der Stolperstein für Hermann Mantheim                | Hier wohnte Hermann Mantheim Jg. 1866 deportiert 1942 Theresienstadt ermordet in Treblinka                                                                                               | 8. Mai 2012   | |
| Fanny Mantheim           | Ritterstraße 22 (Lage)           | der Stolperstein für Fanny Mantheim                  | Hier wohnte Fanny Mantheim geb. Wolff Jg. 1873 deportiert 1942 Theresienstadt ermordet in Treblinka                                                                                      | 8. Mai 2012   | |
| Irmgard Mantheim         | Ritterstraße 22 (Lage)           | der Stolperstein für Irmgard Mantheim                | Hier wohnte Irmgard Mantheim Jg. 1908 deportiert 1942 Zamosc ermordet | 8. Mai 2012   | |
| Rosa Mantheim            | Ritterstraße 22 (Lage)           | der Stolperstein für Rosa Mantheim                   | Hier wohnte Rosa Mantheim Jg. 1901 deportiert 1942 Zamosc ermordet | 8. Mai 2012   | |
| Max Heymann              | Schützenstraße 13 (Lage)         | der Stolperstein für Max Heymann                     | Hier wohnte Max Heymann Jg. 1888 Schutzhaft 1938 1943 Zwangsarbeit deportiert 1944 Theresienstadt befreit/überlebt                                                                       | 30. Jan. 2016 | |
| Gustav Heymann           | Schützenstraße 13 (Lage)         | der Stolperstein für Gustav Heymann                  | Hier wohnte Gustav Heymann Jg. 1893 deportiert 1942 Zamosc ermordet | 30. Jan. 2016 | |
| Ruth Heymann             | Schützenstraße 13 (Lage)         | der Stolperstein für Ruth Heymann                    | Hier wohnte Ruth Heymann geb. Schiftan Jg. 1904 deportiert 1942 Zamosc ermordet | 30. Jan. 2016 | |
| Eva Heymann              | Schützenstraße 13 (Lage)         | der Stolperstein für Eva Heymann                     | Hier wohnte Eva Heymann Jg. 1933 deportiert 1942 Zamosc ermordet | 30. Jan. 2016 | |
| Salomon Levy             | Schützenstraße 26 (Lage)         | der Stolperstein für Salomon Levy                    | Hier wohnte Salomon Levy Jg. 1891 deportiert 1942 Theresienstadt ermordet 1944 in Auschwitz                                                                                              | 5. Mai 2011   | |
| Elsbeth Levy             | Schützenstraße 26 (Lage)         | der Stolperstein für Elsbeth Levy                    | Hier wohnte Elsbeth Levy Jg. 1925 Flucht 1939 Holland interniert 1943 Westerbork deportiert 1944 Theresienstadt Auschwitz befreit/überlebt                                               | 5. Mai 2011   | |
| Helene Levy              | Schützenstraße 26 (Lage)         | der Stolperstein für Helene Levy                     | Hier wohnte Helene Levy geb. Weinberg Jg. 1897 deportiert 1942 Theresienstadt ermordet 1944 in Auschwitz                                                                                 | 5. Mai 2011   | |
| Dr. Hugo Mendel          | Sedanstraße 28 (Lage)            | der Stolperstein für Dr. Hugo Mendel                 | Hier wohnte Dr. Hugo Mendel Jg. 1891 Flucht 1933 Palästina | 6. März 2018  | |
| Lucie Mendel             | Sedanstraße 28 (Lage)            | der Stolperstein für Lucie Mendel                    | Hier wohnte Lucie Mendel geb. Stern Jg. 1893 Flucht 1933 Palästina | 6. März 2018  | |
| Mirjam Mendel            | Sedanstraße 28 (Lage)            | der Stolperstein für Mirjam Mendel                   | Hier wohnte Mirjam Mendel Jg. 1922 Flucht 1933 Palästina | 6. März 2018  | |
| Ludwig Mendel            | Sedanstraße 28 (Lage)            | der Stolperstein für Ludwig Mendel                   | Hier wohnte Ludwig Mendel Jg. 1926 Flucht 1933 Palästina | 6. März 2018  | |
| Dr. Paul Herzberg        | Theodor-Heuss-Platz 4 (Lage)     |                                                      | Hier wohnte Dr. Paul Herzberg Jg. 1888 Flucht 1938 USA |               | |
| Thea Herzberg            | Theodor-Heuss-Platz 4 (Lage)     |                                                      | Hier wohnte Thea Herzberg geb. Katzmann Jg. 1895 Flucht USA |               | |
| Ruth Herzberg            | Theodor-Heuss-Platz 4 (Lage)     |                                                      | Hier wohnte Ruth Herzberg Jg. 1924 Flucht USA |               | |
| Rolf Herzberg            | Theodor-Heuss-Platz 4 (Lage)     |                                                      | Hier wohnte Rolf Herzberg Jg. 1927 Flucht USA |               | |
| Helene Falk              | Weststraße 25 (Lage)             |                                                      | Hier wohnte Helene Falk Jg. 1883 deportiert 1942 ermordet in Zamosc | 5. Mai 2011   | |
| Gertrud Falk             | Weststraße 25 (Lage)             |                                                      | Hier wohnte Gertrud Falk Jg. 1887 deportiert 1942 Theresienstadt ermordet 2.7.1944 | 5. Mai 2011   | |
| Erich Falk               | Weststraße 25 (Lage)             |                                                      | Hier wohnte Erich Falk Jg. 1889 verhaftet Gefängnis Hamm gedemütigt/entrechtet Flucht in den Tod 1.11.1942                                                                               | 5. Mai 2011   | |
| Dr. Abraham Windmüller   | Weststraße 40 (Lage)             | der Stolperstein für Dr. Abraham Windmüller          | Hier wohnte Dr. Abraham Windmüller Jg. 1886 Flucht 1938 Holland Interniert Westerbork deportiert 1942 Auschwitz ermordet 10.9.1943                                                       | 6. März 2018  | |
| Hildegard Heinrichs      | Weststraße 40 (Lage)             | der Stolperstein für Hildegard Heinrichs             | Hier wohnte Hildegard Heinrichs Jg. 1915 deportiert 1943 Auschwitz ermordet 23.11.1943                                                                                                   | 2. Juni 2009  | |
| Werner Heinrichs         | Weststraße 40 (Lage)             | der Stolperstein für Werner Heinrichs                | Hier wohnte Werner Heinrichs Jg. 1926 deportiert 1943 Auschwitz ermordet 1945 in Bergen-Belsen                                                                                           | 2. Juni 2009  | |
| Jenny Rosenthal          | Weststraße 44 (Lage)             | Stolpersteine Familie Rosenthal                      | Hier wohnte Jenny Rosenthal geb. Löwendorf Jg. 1870 deportiert 1942 Theresienstadt ermordet 20.1.1943                                                                                    |               | |
| Edith Rosenthal          | Weststraße 44 (Lage)             | der Stolperstein für Edith Rosenthal                 | Hier wohnte Edith Rosenthal Jg. 1906 Flucht 1939 USA |               | |
| Max Wienhold             | Wilhelm-Busch-Straße 9 (Lage)    | der Stolperstein für Max Wienhold                    | Hier wohnte Max Wienhold Jg. 1891 im Widerstand/SPD 'Schutzhaft' 1933 Bergkamen-Schönhausen verhaftet 1944 Aktion Gitter Sachsenhausen ermordet 18.10.1944                               | 16. Dez. 2013 | |
| Rudolf Levy              | Wilhelmstraße 34 (Lage)          |                                                      | Hier wohnte Rudolf Levy Jg. 1878 Lager Hamm tot 4.1.1942 | 5. Mai 2011   | |
| Hedwig Levy              | Wilhelmstraße 34 (Lage)          |                                                      | Hier wohnte Hedwig Levy geb. Kratz Jg. 1882 deportiert 1942 Theresienstadt ermordet in Auschwitz                                                                                         | 5. Mai 2011   | |
| Noa Meyberg              | Wilhelmstraße 47 (Lage)          |                                                      | Hier wohnte Noa Meyberg Jg. 1874 eingewiesen tot 7.1.1942 im Lager Hamm | 5. Nov. 2010  | |
| Bertha Meyberg           | Wilhelmstraße 47 (Lage)          |                                                      | Hier wohnte Bertha Meyberg geb. Heilbronn Jg. 1887 deportiert 1942 Zamosc ermordet | 5. Nov. 2010  | |
| Dr. Josef Kleinstrass    | Wilhelmstraße 55 (Lage)          |                                                      | Hier wohnte Dr. Josef Kleinstrass Jg. 1884 deportiert 1942 Zamosc ermordet | 9. Dez. 2008  | |
| Stolperschwelle          | Willy-Brandt-Platz (Lage)        |                                                      | Von hier aus deportiert die jüdischen Einwohner unserer Stadt 27. April 1942---Zamosc 27. Juli 1942---Theresienstadt 27. Februar 1943---Auschwitz 148 Hammer Bürger wurden dort ermordet | 25. Jan. 2023 | |